# Reprezentacja Rosji na Mistrzostwach Europy w Wioślarstwie 2008
Reprezentacja Rosji na Mistrzostwach Europy w Wioślarstwie 2008 liczyła 26 sportowców. Najlepszymi wynikami było 2. miejsce w dwójce bez sternika i czwórce podwójnej kobiet oraz ósemce mężczyzn.

## Medale

### Złote medale
Brak

### Srebrne medale
dwójka bez sternika (W2-): Wiera Poczitajewa, Alewtina Podwiazkina
czwórka podwójna (W4x): Olga Samulenkowa, Łarisa Mierk, Oksana Dorodnowa, Julija Kalinowska
ósemka (M8+): Anton Zarucki, Aleksandr Lebiediew, Roman Worotnikow, Edgar Iwans, Aleksandr Kulesz, Dmitrij Rozinkiewicz, Władimir Wołodenkow, Dienis Markiełow, Pawieł Safonkin

### Brązowe medale
Brak

## Wyniki

### Konkurencje mężczyzn
- jedynka (M1x): Siergiej Fiodorowcew – 4. miejsce
- dwójka bez sternika (M2-): Siergiej Babajew, Roman Wiesiełkin – 5. miejsce
- czwórka podwójna (M4x): Siergiej Stogow, Aleksiej Swirin, Aleksandr Korniłow, Nikael Bikua-Mfantse – 5. miejsce
- czwórka bez sternika wagi lekkiej (LM4-): Ilja Aszczin, Walerij Saryczew, Aleksandr Sawkin, Aleksandr Ziuzin – 6. miejsce
- ósemka (M8+): Anton Zarucki, Aleksandr Lebiediew, Roman Worotnikow, Edgar Iwans, Aleksandr Kulesz, Dmitrij Rozinkiewicz, Władimir Wołodenkow, Dienis Markiełow, Pawieł Safonkin – 2. miejsce

### Konkurencje kobiet
- dwójka bez sternika (W2-): Wiera Poczitajewa, Alewtina Podwiazkina – 2. miejsce
- czwórka podwójna (W4x): Olga Samulenkowa, Łarisa Mierk, Oksana Dorodnowa, Julija Kalinowska – 2. miejsce